# Куинси, Джозайя (III)
Джозайя Куинси III (англ. Josiah Quincy III; 4 февраля 1772 — 1 июля 1864) — американский государственный деятель. Мэр г. Бостона (1823—1828), Президент Гарвардского университета (1829—1845) Сын публициста Джозайи Куинси II.

## Краткая биография
Куинси был адвокатом в Бостоне. В 1805—1813 депутат Конгресса США от оппозиционной Федералистской партии; инициативы Куинси, направленные против участия США в Наполеоновских войнах 1812, против утверждения Луизианы как штат и против рабства, были неудачны, и он покинул стены Конгресса разочарованным. Гораздо успешнее была деятельность Куинси на посту мэра Бостона (1823—1828) и Президента Гарвардского университета (1829—1845).

## Творчество
Куинси является автором следующих сочинений:
- «История Гарвардского университета» (англ. «History of Harvard University», 1840),
- «Муниципальная история Бостона» (англ. «A Municipal History of Boston», 1852),
- Биография президента США Джона Куинси Адамса (англ. «The life of J. Quincy Adams», 1858)

и целого ряда других сочинений.